# Crysis
A Crysis egy sci-fi belső nézetű számítógépes lövöldözős játék (FPS) a Crytek fejlesztőcsapattól. 2007. november 16-án jelent meg, egy próbaváltozatot már korábban, 2007. október 26-án közzétettek.
A játékban Jake Dunn („Nomád”), az Amerikai Különleges Alakulat (Delta Force) tagjaként teljesítünk megbízást a Dél-kínai-tengeren, amikor a dolgok egészen rosszra fordulnak. Az ellenfelek észak-koreai katonák, majd veszélyes idegen lények.
A Crysis egyike az első játékoknak, melyek a - csak a Windows Vistán elérhető - DirectX 10-et is támogatják. Noha a játék futtatható Windows XP-n is DX9 módban, számos grafikai újdonság hiányzik így: továbbfejlesztett shader technológia, árnyék effektek, valós idejű lágy árnyékolás, volumetrikus felhőzet.
|  | Alább a cselekmény részletei következnek! |

## Alaptörténet
Az USA és Észak-Korea között egyre jobban nő a feszültség, amely a Dél-Kínai-tengeren kristályosodik ki igazán. A problémát egy amerikai archeológusok által felfedezett rejtélyes objektum okozza, mely az egyik ottani szigeten található. Észak-Korea rögtön elfoglalja és lezárja a területet, az Egyesült Államok pedig egy elit egységet küld, hogy kihozzák a tudósokat, és megtudják, miért kell annyira a koreaiaknak a tárgy. A két nép közötti ütközet alatt az objektum működésbe lép, és minden jel arra mutat, hogy az idegen eredetű tárgy a Föld leigázásában játszik kulcsszerepet. A sziget emberi túlélői összefognak, így megkezdődik a háború a csonttá fagyott trópusi szigeten a földönkívüliekkel, mely háború kimenetelétől akár a Föld sorsa is függhet.
A két ellenséges ország továbbra is egymás ellen harcol, miközben az idegenek mindent és mindenkit megtámadnak. Gyorsan halványul a remény, miközben a játékosnak titkos egységet kell a buja trópusi őserdő szívébe vezetnie, hogy aztán keresztülhaladva az idegen objektum belsejében (súlytalanságban), vad, fagyott tájakon küzdve eljusson a végső, anyahajón vívott csatáig, ahol eldőlhet a Föld sorsa.

## Fejezetek
- Contact: A bevetés első szakasza. Be kell hatolni a sziget belsejébe, és közben információt gyűjteni.
- Recovery: A sziget belseje felé törve megtudjuk, hogy a koreaiak miért is tartják fogva a tudósokat.
- Relic: A fogvatartott tudósok felé indulva valami egyre több társunkat ragadja el.
- Assault: Ebben a fejezetben ismét csak adatokhoz jutunk, és el kell süllyesztenünk egy koreai hajót.
- Onslaught: Itt be kell jutni egy tankkal a sziget belsejébe, a megérkező segítséggel összefogva.
- Awakening: Egy túszt kimentve be kell hatolnunk egy ásatás területére, majd egyenesen bele egy nagy, templomszerű "valamibe".
- Core: Nincs mit titkolni. Idegenek vannak a Földön. Be kell hatoljunk (más kiút hiányában) magába, a bázisukba.
- Paradise Lost: Fagyott tájakon kell megkeresnünk eltűnt tengerészgyalogosokat, de közben megtaláljuk Prófétát. Vele kell kijutni a frontvonal mögül.
- Exodus: Az idegenek inváziót indítanak, tovább kell menekülni a szigetről - közben pedig pontokat kell megvédeni tőlük.
- Ascension: Miután felszálltunk, kilövik a pilótát, így nekünk kell eljutni a biztonságot nyújtó anyahajónkig, miközben idegenek lőnek ránk.
- Reckoning: Az anyahajóra érve, azt is megtámadják. Meg kell védeni a hajót. Később pedig el kell hagyni, mert elsüllyed.

## Csapattársak

### Raptor csapat
Ez az a csapat, amellyel együtt vetnek be a szigetre, még nem tudva, hogy mi is történik ott. Az Amerikai Különleges Erők csapata. Fel vannak szerelve nanoruhával.
- Nomád - játékos, rang: hadnagy
- Próféta - akcióvezető, rang: őrnagy
- Pschyo - csapattárs, rang: őrmester
- Azték - csapattárs (később meghal)
- Bohóc - csapattárs (később meghal)

### Keselyű 14
Ezt a csapatot vezényelik oda a szigetre, segíteni a Raptor csapatot.
- Strickland - őrnagy (később meghal)

### Alfa
A haditengerészet kommandósai. Ők is jönnek segíteni, de inkább a Reckoningnál vannak jelen.
- Morrison - tengernagy (később meghal)

### IAS kutatócsoport
Ez a csoport, melyet ki kell szabadítanod.
- Dr. Rosenthal - kutató (később meghal)
- Dr. Helena Rosenthal - kutató
- Dr. Giuseppe - segéd (később meghal)

|  | Itt a vége a cselekmény részletezésének! |

## NanoSuit (nanoruha)
A „NanoSuit”, a Crysis egyik legnagyobb újdonsága. Ez egy kitalált high-tech nanoruházat, mely nanorobotok segítségével ad különleges képességeket a katonáknak a játékban, valamint gyógyít - ami kiváltja az elsősegély csomagokat a játékmenetből. A ruha mása az emberi izomzatnak ennek megfelelően ugyanúgy mozog a bizonyos módokban. A ruha négy alaptulajdonsága, melyek között a pillanat törtrésze alatt váltogathatunk: erő, gyorsaság, láthatatlanság, páncélzat - ezek egyéni taktikákra adnak lehetőséget, és akár életet menthetnek egy-egy éles szituációban.
A ruhának két tényezője van: az energia és az életerő. Minden mód valahogyan fogyasztja az energiát, ami később újratöltődik. Az "alapértelmezett" mód a Páncélzat, mert minden mód, ha elfogy az energia, ebbe a módba kapcsol vissza automatikusan.
100 életerőpont és ugyanennyi energiapont van. Életerő úgy fogyhat, ha a játékost sebzik (lövések, robbanások, esések, ütések) és úgy töltődhet, ha nem éri sebzés. Az életerő színtől függően töltődik másodpercenként. Az energia is magától visszatöltődik. Ez azonban úgy fogy, ha a négy mód valamelyikét használjuk.
- Erő (Maximális erő): A játékos rövid ideig hatalmas erővel rendelkezik. A NanoSuit az ember izmainak megfelelően mozog, de nagyobb erővel. A játékos képes falakat áttörni, háztetőkre ugrani, tárgyakat felemelni és dobálni, ellenfeleket egymásnak hajítani. A puszta kézzel szétvert fák maradványait (rönköket) felkaphatjuk és fegyverként használhatjuk. Az erő alkalmazása kis mértékben javítja az ellenálló képességünket és nagy mértékben javítja fegyvereink pontosságát.
  - Képesség: hatalmas erő birtoklása
  - Használat: magasra ugrás, nehéz tárgyak fegyverként használata, pontosabb fegyverek, erősebb közelharc
  - Energiafogyasztás: közelharc esetén (ütés), ugráskor, fegyver visszarúgásának blokkolása során
  - Visszaváltás: soha
- Páncélzat (Maximális páncél): A játékos szinte sérthetetlenné válik, a ruhának köszönhetően a külső fizikai behatások (lövések, robbanások) jóval kisebb sebesülést okoznak. A NanoSuit nano-részecskéi megmerevednek, így idézik elő a (szinte) áttörhetetlen páncélzatot. Az életerő és energiaszint gyorsan regenerálódik. Ez a mód csak sebzés kivédésekor használ energiát, tűzharcban jó hasznát vehetjük egy kitörési kísérlet és egy másik módba való kapcsolás előtt.
  - Képesség: állóképesség megnövekedése
  - Használat: sebződés elnyelése (azonban az elnyelés nem 100%-os)
  - Energiafogyasztás: csak (!) sebződés esetén
  - Visszaváltás: soha
- Gyorsaság (Maximális gyorsaság): A mód előnye a szélsebes helyzetváltoztatás. A NanoSiut mini-robotokat juttat a vérbe, így növelve a sebességet amit a ruha "izomzata" tovább növel. Noha főhősünk jóval sebezhetőbb ebben a módban, menekülésre, két fedezék közötti mozgásra hasznos. Egy gyors sprint után Erő módba kapcsolva fejbe verhetjük puskatussal a delikvenst, akinek talán nemhogy lőni, de még reagálni sem lesz ideje.
  - Képesség: nagy sebesség birtoklása
  - Használat: gyors mozgás, gyorsabb fegyverújratöltés
  - Energiafogyasztás: sprintelés esetén (sima gyalogláskor nem fogyaszt)
  - Visszaváltás: 0 energiapont esetén
- Álcázás: Ez a kaméleon mód. A ruha láthatatlanná teszi viselőjét. A játékos nem tűnik el teljesen, de messziről nem szúrják ki a katonák. Lopakodásnál, mesterlövész fegyver használatánál előnyös. Az ellenfél mögé beosonva tölténykímélő módon végezhetünk velük. Ám ha meghúzzuk a ravaszt a ruha egyből átvált Páncélzat módra.
  - Képesség: láthatatlanság birtoklása
  - Használat: nagy számú ellenfél elől való elbújás, fedezék keresés, osonás
  - Energiafogyasztás: mindenképpen, egy helyben állva lassan, mozogva gyorsabban, sprintelve nagyon gyorsan fogyasztja az energiát
  - Visszaváltás: 0 energiapont esetén

A NanoSuit ezen kívül alkalmas a hidegnek ellenállni, a lehűlt szervezetet felmelegíteni, az infravörös tartományban látó idegenek elől elrejteni a tulajdonosát, valamint tartalmaz még számos fúvókát, melyekkel súlytalanságban tudunk haladni.

## Fegyverek
- Pisztoly
  - Leírás: Fejlett kivitelű maroklőfegyver. Kis súlya és könnyű kezelése lehetővé teszi, hogy egyszerre akár kettőt is használj.
  - Tárkapacitás: 20
- Géppisztoly
  - Leírás: Standard, kis hatótávolságú géppisztoly, lenyűgöző tűzerővel. Paraméterei módosításokkal tovább javíthatók.
  - Tárkapacitás: 50
- Sörétes puska
  - Leírás: Kis távolságra pusztító tűzerőt biztosító, könnyű fegyver. Az előágyszán pumpáló mozgásával újratöltő, fejlett visszarúgásgátlással ellátott fegyver gyors, sima és pontos tüzet biztosít.
  - Lőszerkapacitás: 8
- SCAR
  - Leírás: Ez a hibrid gépkarabély a Különleges Erők legfejlettebb fegyvere. Könnyű, de erőteljes. Fő jellemzője a ráerősíthető segédeszközök nagy választéka, melyek igen sokoldalú fegyverré teszik.
  - Tárkapacitás: 40
- FY71
  - Leírás: A koreai néphadseregben rendszeresített, könnyen kezelhető közepes tűzerejű, változatosan módosítható fegyver. Bár az FY71 kevésbé hatékony, mint a SCAR, az észak-koreai területen rendelkezésre álló bőséges lőszerkészlet miatt egy jó választás lehet a küldetés folyamán.
  - Tárkapacitás: 30
- Mesterlövészpuska
  - Leírás: Rendkívül hatékony mesterlövészpuska, ellátható különféle távcsövekkel, melyek más-más távolságra használhatóak eredményesen. Egyeslövéseinek jellegzetesen hangos dördülését nem lehet tompítani, ezért érdemes tüzelőbiztos állásról és egy jó menekülési útvonalról gondoskodni.
  - Tárkapacitás: 10
- Forgócsöves géppuska
  - Leírás: Igazi nehézfegyver minden értelemben: a Nanoruha által elérhetővé tett erőtöbblet nélkül lehetetlen volna használni. Halálos tűzgyorsasága miatt a legjobb választás a területek megtisztítására. Ha a Nanoruhát erő üzemmódra állítod, gyorsabban mozoghatsz vele, és a visszarúgás is csökken.
  - Tárkapacitás: 500
- Gauss-puska
  - Leírás: Lövedékeit elektromágnesek fénysebesség közeli gyorsasággal juttatják célba. Kifinomult mesterlövészfegyver, nagy távolságokból is kiiktatható vele az ellenfél.
  - Tárkapacitás: 6
- Rakétavető
  - Leírás: Az új generációs célkövetővel ellátott, vállról indítható rakéták bármilyen ellenséges járművet harcképtelenné tesznek, akár tankokat és helikoptereket is. Súlya megnehezíti a mozgást, és fekvő helyzetben nem használható, ezért biztonságos tüzelőállásra lesz szükség alkalmazásakor. Minden rakétavető betöltött állapotban van - ha mindhárom rakétát kilőtted, szabadulj meg tőle, és keress egy másikat.
  - Rakétakapacitás: 3
- TAC
  - Leírás: Ez a fegyver (bemérés után) egy kisebb taktikai atomtöltetet lő ki, mely nagyot robban. Nagy hatósugara, és erős robbanását alig kíséri sugárzás, de iszonyatos pusztítást tud véghezvinni.
  - Töltetkapacitás: végtelen
  - Többjátékos módban nincs bemérés, és csak egy töltet kilövésére van lehetőség. Lehet új tölteteket vásárolni.
- Repeszgránát
  - Leírás: Halálos szilánkokra eszköz, a legjobb választás lehet több személy elleni támadásra.
- Füstgránát
  - Leírás: Fedezéket ad, kifüstölheted vele az ellenfelet.
- Villanógránát
  - Leírás: Vakító fénye lebénítja az ellenség katonáit.

A játék folyamán, később elérhető egy idegen, az emberi forgócsöves géppuskára emlékeztető, jégrepeszekkel támadó fegyver is.
- Idegen MOAC:
  - Leírás: Ez a fegyver a levegő páratartalmát jéggé szilárdítja, és nagy sebességgel kilövi. Korábban az idegeneké volt. Halálos az ellenségekre nézve. Néha túlterhelődik, ilyenkor várni kell, mire újra használható lesz.
  - Jégrepesz-kapacitás: végtelen
  - Kép[halott link]

## Ellenségek

### Emberi

#### Gyalogság
- Koreai tengerészgyalogos: Átlagkatona, alapfegyvere az FY71. Nem túl nagy ellenfél. A játék elején, a parti részeken fordul elő.
- Koreai katona: Szintén átlagos, de fegyverei közt sörétes puska, és repeszgránát is van. Már beljebb található a szigeten, bázisokat véd.
- Koreai kommandós: Erős ellenfél. Az alapfegyverein kívül lehet nála villanó- és füstgránát is, de akár géppisztoly, sőt mesterlövész puska is előfordul nála. Nehéz megölni, golyóálló mellénye is van.
- Koreai nanoruhás kommandós: Igen erős ellenfél. Nem csak, hogy nanoruhája, de akár forgócsöves géppuskája is van. Bázisokat (köztük a magot) védi.

#### Tengeri erők
- Koreai motorcsónak: Noha távcsővel könnyen kiiktatható, de azért géppuskája igen nagy tűzerőt biztosít neki. A parti vizeken cirkálnak, és biztosítják a tengerészgyalogosokat.
- Koreai cirkálóhajó: Hasonlít a motorcsónakhoz, de ezen két gépágyú is van, ezen kívül igen gyors. A belvizeken segíti védeni a bázisokat és raktárakat.
- Koreai repülőgép-hordozó: Nem kap aktív szerepet a játékban, nem harcol. Ennek ellenére igenis ellenfél.

#### Légierő
- Koreai helikopter: Nem kap gyakran szerepet a játékban, de néha feltűnik, és olyankor nagy a baj. Géppuskája nagy tűzerővel látja el. Két rakétával kiiktatható.
- Koreai vadászgép: Bár nem kell ellene harcolni, igenis látni néha, amint megsoroz egy-két katonát, vagy le dob egy-egy bombát.

### Idegen

#### Szárazföldi
Idegen lény: A Core-ban fordul elő. Teste nyálkás, és anyagtalan. Igen fürgén mozog, nehéz eltalálni.Ütései is sok sérülést okozhatnak de páncélmódban túlélhetők!
- Idegen felvigyázó: A leggyengébb idegen ellenfél. Bár hat rá a gravitáció, gyorsan és fürgén ugrál. Inkább lökései okoznak sérülést, mint kis jégrepeszei.
- Idegen harcos: Átlagos ellenfél. A föld felett lebeg, nem túl gyors. Ezt ellensúlyozza pusztító tűzereje, melyben hegyes jégcsapokat lő az ellenfélre.
- Idegen vadász: Óriási, páncéllal ellátott gépezet. Jégrepeszei mellett képes fagysugarat lőni, mely lefagyasztja az ellenfeleit. Nagyon nehéz elpusztítani.
- Idegen harci hajó: Iszonyatos méretű, nehézfegyverezettel ellátott hajó. Négy ágyúja mellett szintén fagyasztósugara van. Elpusztítani CSAK a TAC nevű fegyverrel lehet.

#### Légi
- Idegen cirkáló: A levegő ura. Iszonyatosan nagy tűzereje mellett viszonylag gyors is. Jégrepeszei mellett csápjaival is támad, melyekkel autókat, és embereket zúz szét.gauss puskával viszonylag könnyen el lehet pusztítani.

## CryENGINE 2
A játék a CryENGINE 2-t használja, amely a CryTek tulajdona. A jelenlegi egyik legfejlettebb játékmotor, komoly ellenfele a Dunia Engine.
Ennek ellenére már megjelent a CryENGINE 3 is.